# ダイヤグラム

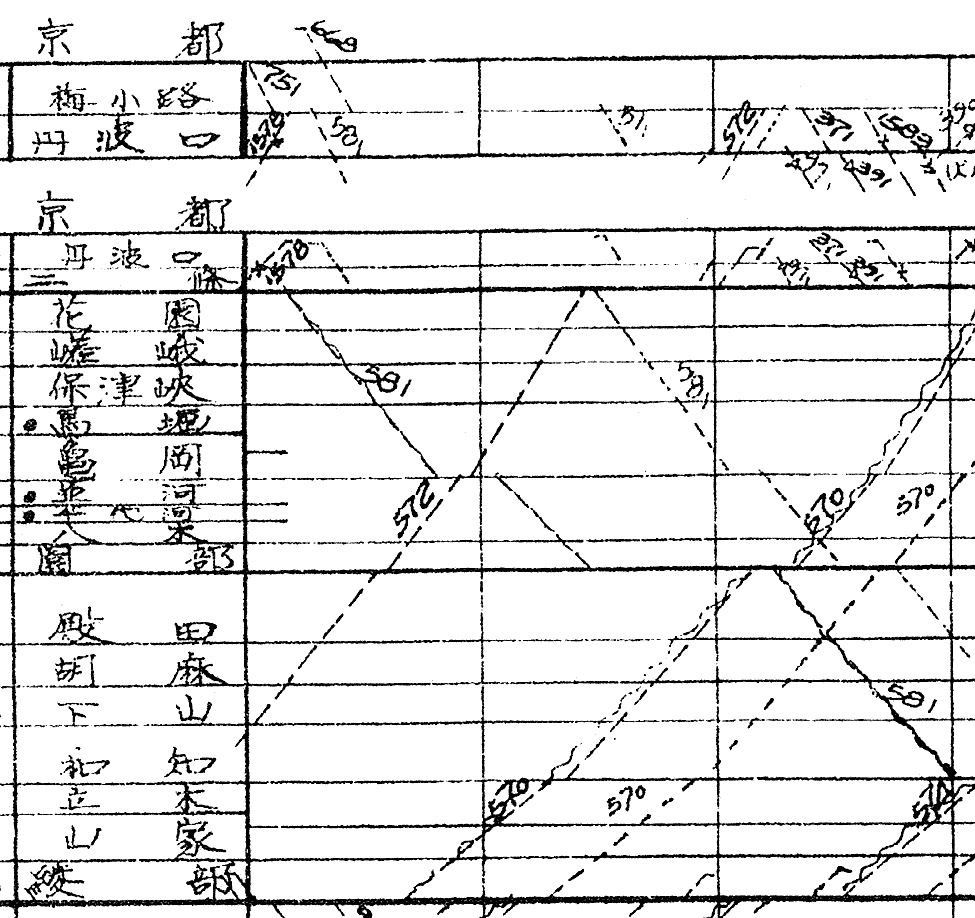
国鉄山陰本線列車運行圖表（1949年9月15日改正、部分）

公共交通機関におけるダイヤグラムあるいはダイアグラム（英語: Time–distance diagram, Service planning diagram）とは、列車やバス・航空機などの便の運行・運航計画を表現した線図である。運行図表（うんこうずひょう）ともいう。列車などの所要時間・停留時間や行き違いが一目でわかる。日本では、各便がいつ出発・到着するかを記した時刻表を含めてダイヤと略称することが多く、定刻を変更することをダイヤ改正と呼ぶ。
ダイヤの新規作成や改正は、安全確保と乗客の利便性・運行・運航効率などを勘案して行われる。
専門知識を要する膨大な作業量となるため、人工知能（AI）や疑似量子コンピューターを援用する技術開発も行われている。

## 鉄道のダイヤ
鉄道においては、列車の運行計画・スケジュールのことを「列車計画」あるいは「列車運行計画」などと呼び、それを図表に表したもののことを「列車運行図表」（トレイン・ダイヤグラム）という。ダイヤグラムはこの列車運行図表のことを指す言葉であったが、列車運行計画自体をダイヤと呼ぶようになり、列車運行図表のことは区別して「ダイヤ図」などと呼ばれるようになっている。線の形がダイヤ（菱形）に見えるからダイヤと呼ばれているという説は誤りである。
日本では列車の運行計画だけでなくリアルタイムの運行管理においても列車ダイヤグラムの画面を操作する方式が一般的であるが、イギリスなどで用いられている運行管理システムの画面は線路や列車を模式化した画面を操作するものが一般的で列車ダイヤグラムを使って操作する方式はあまり用いられていない。
一般に鉄道のダイヤグラムは、時間を横軸、距離を縦軸にとり、停車場名を縦軸上に配置したグラフ状の形態（ダイヤ図）である。逆に距離を横軸に、時間を縦軸にとったダイヤ図も用いられることがあるが、基本的な考え方は同じである。以下、時間を横軸にとった形態を前提に説明する。
下りの起点駅が一番上に配置され、ここを原点として距離は下向きに、時間は右向きに増加する。そして一つの列車は一本の線（スジ）で表現される。従って始発駅を出発した列車、すなわち下り列車は右肩下がり、反対に上り列車は右肩上がりの折れ線を描く。できるだけスジが直線となるよう、駅は通常、駅間の距離ではなく所要時間に基づいて配置される。線の傾きは列車の速度を表し、速い列車ほど線の傾きは大きくなり、水平線（傾き0）は停車を表す。
単線区間においては駅間で上下列車の交換ができないので、駅間でスジが交差することはない。複線区間であれば上下列車の交換はどこでもできるので、駅間でスジが交差することがあるが、追い抜きはやはり待避設備のある駅に限られる。こうした待避関係はダイヤグラム上で図示すると一目瞭然となる。このため、単線区間と複線区間の配置などもダイヤの脇の方に併記されている。このほか、電化区間や自動列車保安装置など、列車の運行に影響を与える情報が併記されている。
一般に公表される時刻表は1分単位であるが、ダイヤの上ではもっと細かい単位で計画が立てられている。この目的で、スジの駅線との交点には秒単位での発着時刻を表現する記号が付けられており、鉄道会社内部ではこの記号のことを「ヒゲ」「ポツ」などと呼んでいる。この記号の使い方や時間単位は鉄道会社によって異なっている。
ダイヤ図には列車スジの以外に列車番号・着発番線のほか、入出区や、連結・解放などの作業や、停車場の特徴、および列車の種類を示す記号などが記されている。
なお、上の形態に対して車両の運用や乗務員の乗務スケジュール（行路）を示すために作成される「ハコダイヤ」、構内作業計画を行うための構内作業ダイヤと呼ばれるものがあるが、スケジュールや計画を鉄道の運行図表になぞらえた、あくまでも俗称であり、区別のために通常のダイヤグラムを「山型」と呼ぶ場合がある。ハコダイヤに関しては「運用」を参照。

### 形態

#### パターンダイヤ
周期的なダイヤを作成することがある。このように作られたダイヤを「パターンダイヤ」と呼び、その周期がn分であるとき、時間の間隔を取ってn分サイクルまたはn分パターン（またはn分ヘッド）のようにいう。nは多くの場合、4,5,6,10,12,15,20,30といった60の約数である。60の約数にすることで毎時の発車時刻が同じになり、利用者にとっては記憶しやすいダイヤとなる。これによって、利便性の向上や、利用客の増加といった効果を期待することができる。また単線区間や待避がある路線においては常に同じ駅で列車交換・待避を行うため、交換・待避駅の削減や副本線を使用する時間の限定などの効率的な運用が可能となる。フリークエントサービスを指す場合、高度に周期的なダイヤを設定することを指す場合が多い（日本語の「頻繁運転」と同義。なお「頻繁」の英訳語が「frequent」である）。

#### 平行ダイヤ
鉄道の場合、原則として駅、信号場ないし信号機相互間（閉塞区間）当りに1列車しか進入できないことから、設定可能な時間あたりの列車の運転本数（線路容量）には自ずと限界がある。その場合、速度の異なる列車が混在すると、設定可能な列車本数が減少してしまう。そのため、全ての列車の速度を列車種別や停車駅に関わらず一定にして追越しを行わず、運行する列車の本数を極限まで増やし（線路容量を最大限まで活用し）、輸送力を確保することが行われる。この時、ダイヤグラム上には列車を表す線が平行に描かれることから「平行ダイヤ」と称される。混雑率の激しい線区では列車種別を単一に設定することによって混雑率が平準化されて列車の遅延を最小限に抑えられるといった利点もある（東急田園都市線における事例）。一方で、平行ダイヤの導入前よりも到達時間の増加を招くことがある。日本国内では、ラッシュ時の中央線快速、京王井の頭線、名鉄瀬戸線、JR西日本の京都線・神戸線などがその代表例として挙げられる。
なお、千鳥停車を併用し、速度向上を兼ねて停車駅を複数の駅に分散する形で速達列車を運行する場合（例：西武池袋線の急行と通勤急行）や交互発着を併用して運転本数を極限まで増やす場合（中央線快速の各駅）がある。

#### ネットダイヤ
上記の平行ダイヤの類例として、単線区間において列車交換可能な駅や信号場のほとんどで交換し、最大限に列車を設定することがある。この場合、ダイヤグラム上では網の目のように列車を表す線が描かれていることからネット（網）にたとえて「ネットダイヤ」と称される。現在、日本国内でネットダイヤを形成している線区として東武野田線、江ノ島電鉄線、湘南モノレール江の島線、名鉄三河線、名鉄竹鼻線・羽島線、伊豆箱根鉄道大雄山線、近鉄田原本線、近鉄生駒線（東山駅 - 王寺駅間）、近鉄長野線（富田林駅 - 河内長野駅間）などが代表例として挙げられる。

#### 曜日ダイヤ
大都市圏など曜日により移動の周期が異なる場合、その周期に合わせたダイヤグラムを組むことがある。こういった場合、平日と、土曜日や日曜日・祝日などの休日とで構成が異なるダイヤグラムを組む場合が多い（土曜日ダイヤはバスの場合は大半の会社で設定されているが、鉄道の場合は大半が土曜と休日で同じダイヤを組むのが一般的だ。しかし、和田岬線や西鉄天神大牟田線 のように土曜日ダイヤが設定される鉄道路線も一部ある。）土曜・休日は、平日に比べて朝夕通勤時間帯のラッシュが激しくないため、土休日ダイヤは平日ダイヤと比べて朝及び夕方 - 夜間の本数が減少している場合が多い。特に土休日ダイヤの夕方は日中とほぼ同じダイヤを組んでいることが多い。
かつて週休2日制が一般化する前は土曜日も平日ダイヤで運行している路線が多くあったが、週休2日制の進展に伴い土曜日ダイヤに分割された後、現在では休日と合わせて土休日ダイヤで運行していることがほとんどである。昼間は平日と土曜・休日で同一のダイヤとするケースが多いが、中には路線の実情に合わせて本数を増減させている例もある。最終列車については、平日よりも土曜・休日の方が早い事例も多く見られる。また主として旅行に使われる特急・急行列車などの優等列車は土休日のほうが多く設定されることが多く、観光や行楽としての役割の高い蒸気機関車（SL）やトロッコ列車、ジョイフルトレインに関してはお盆などの長期休暇中を除き、平日に運行されることはほとんどない。一方で種別名に「通勤○○」とつく種別の列車はその名の通り、ラッシュ時の輸送力増強として設定されているため、平日ダイヤのみの設定となっている。

#### 季節ダイヤ
繁忙期となる季節がある路線では、その時期に別のダイヤが組まれることがある。季節ダイヤは、ダイヤ改正時にあらかじめ考慮に入れてあることが多い。約1か月以上にわたる大規模なものとしては外房線・内房線や小田急江ノ島線、京浜急行電鉄でかつて海水浴シーズンに行われた「海水浴ダイヤ」「夏ダイヤ」、京王電鉄（京王線）の「シーズンダイヤ」、名古屋鉄道の「初詣ダイヤ」、京阪電気鉄道の「休日特別ダイヤ」「春の特別ダイヤ」「秋の特別ダイヤ」などがあったが、現在ではいずれも消滅している。
現在も行われている季節ダイヤとしては、京阪電気鉄道の正月ダイヤ、花見シーズンにおける樽見鉄道の桜ダイヤ、秩父夜祭に合わせた西武鉄道や秩父鉄道の夜祭ダイヤなどがある。また愛知高速交通東部丘陵線（通称：リニモ）では沿線大学の開講期間と休業期間で利用状況が大きく異なることから、2013年3月16日より大学開講期間（4 - 7・10 - 1月）を第1ダイヤ、それ以外の期間を第2ダイヤとして平日に限って季節ダイヤを導入している。京阪本線の初詣ダイヤでは、定期ダイヤでは朝以外設定されていない「急行」が日中に10分ヘッドで運転されるなど、通常のダイヤとは全くパターンが異なる。初詣ダイヤは、西日本鉄道（天神大牟田線・太宰府線）、阪急電鉄（宝塚本線）、名古屋市営地下鉄（東山線・名城線・名港線）・京成電鉄（本線・金町線）・京浜急行電鉄（大師線）、東武鉄道（大師線）、近畿日本鉄道の特急・急行、JR西日本奈良線・桜井線（万葉まほろば線）などでも行われている。また、毎年大晦日から元旦にかけて各社で実施される終夜運転も、季節ダイヤの例と言える。

#### 特別ダイヤ
何らかの理由により、季節ダイヤとは別に旅客需要の増大や減退が見込まれる場合、運行本数を通常の繁忙期よりも増加もしくは閑散期より減少させた特別なダイヤが用いられることがある。
2020年には新型コロナウイルス感染症が蔓延していることを受け、運行本数を大幅に減少させた「特別ダイヤ」が多くの鉄道事業者で見られた。

### ダイヤの規模を測定する指標
ダイヤの規模を測定するためには、設定されている列車本数を数える方法が最も単純であるが、この方法では長距離列車と近距離列車が区別されない。このため、列車の走行距離を全て合計した列車キロでダイヤの規模が表される。一方、1本の列車の編成の長短により必要な車両数に影響が出るので、列車キロにさらに使用する車両数を掛けて車両キロも算出され、これが使用する車両数を検討する根拠となる。
列車キロ・車両キロでは距離を合計しているのに対して、運転される時間を合計して計算したものはトレインアワー、カーアワーと呼ばれる。トレインアワーは、乗務員の拘束時間が計算できるため、必要となる乗務員数を検討する根拠となっている。

### ダイヤの作成
ダイヤの構成は運輸部輸送課（及び相当部門）の担当である。「スジ屋」と俗称される専門職がここに存在する。職名の由来はダイヤの複雑な線（筋）を引くことに由来する。その作成には路線ごとの輸送需要や線路容量、車両の速度種別や運用効率、乗務員の運用等が勘案される。所要時間については、車両性能や制限速度に基づき地点ごとの速度を表した運転曲線（ランカーブ）から基準運転時分を定め、そこに停車時分や余裕時分を加えて決めている。普通列車と比べ、優等列車（特急・急行など）の運転時刻が優先的に決められる場合が多い。
また、線路の容量をフルに使うのではなく、ある程度の余裕を見込む必要がある。特に保線作業を行うために必要な時間を確保する必要がある。(これを「保守間合い」と言う。)通常は夜間に保守間合いが確保されるが、主要な路線においては夜行列車や貨物列車の運転との兼ね合いが最大の問題となる。また、昼間に大規模に列車を運休してリフレッシュ工事を行う路線もある。
手順としては最初に1時間ごとの大まかなダイヤグラムを作り、その後10分ごと数分ごととダイヤグラムを作っていき最終的には15秒単位の二分目ダイヤを作っていく。路線によっては一分目ダイヤを使うこともある。
混雑している路線でより多くの列車を運行するためには、閉塞区間の距離を見直す方法や、新型の運行保安装置にしたりといった方法がある。折り返し駅における計画はボトルネックとなりやすく、駅の配線を最適化したり、乗務員の折り返しを同じ列車ではなく後の列車にする「段下げ運用」を採用したりといった方法が採られる。また列車間隔が短い路線において乗降客数が多い駅では、2つの番線に交互に列車を停車させる相互発着を採用するところもある。

### ダイヤ改正
鉄道、バス、船舶などの公共交通機関において、ダイヤグラムはその時の輸送実態や路線網の変更や設備の強化に対応するために定期的に更新する。これが「ダイヤ改正」であり、日本国内では各地で毎年ダイヤグラムが更新されている。

### 上りと下り
鉄道においては、原則として起点に向かう方向が「上り」であり、これと逆へ向かう方向が「下り」である。日本の鉄道路線は、多くが首都である東京都区部の中心駅である東京駅に近い方向の駅を起点と定めているため、「上り」は東京駅に近づく方向、「下り」は東京駅から遠ざかる方向となる場合が多い。ただし起点の定め方が異なるために上下の定め方も違う場合や（後述の京阪本線など）、『鉄道要覧』などに掲載された正式な起点から終点への方向とは逆になっている路線もある。
従って、対岸同士を結ぶ路線は、本州では、太平洋岸や瀬戸内海岸に向かう方向が「上り」、日本海岸に向かう方向が「下り」となる路線が多い。四国では、瀬戸内海岸に向かう方向が「上り」、太平洋岸に向かう方向が「下り」となる路線が多い。
ただし、例外もいくつかあり、例えば武豊線は建設時の経緯から行き止まりにあたる（東京駅により遠い）武豊駅へ向かう列車が「上り」となる。京阪本線や阪急京都本線では大阪市を基準に起点および終点を定めており、起点が終点より東京駅に遠いため、起点へ向かう方向が「下り」、逆へ向かう方向が「上り」となっている。
中央本線の場合、長野県塩尻市にある塩尻駅に向かう列車が「下り」であり、塩尻駅を境とする中央東線（東日本旅客鉄道区間）は原則通り東京駅方面へ向かう列車が上りだが、中央西線（東海旅客鉄道区間）は逆に名古屋駅（東京駅からの距離は塩尻駅より遠い）へ向かう方が上り列車となる。1978年10月のダイヤ改正以降、下り列車は奇数、上り列車は偶数となったが、中央西線に関しては名古屋行が偶数、塩尻・松本方面が奇数となっている。
また、進行方向が同じで、似たようなルートを通るのにも関わらず、上り下りが逆転する路線も存在する。例えば、北陸本線第三セクター移管区間（IRいしかわ鉄道線（金沢駅-倶利伽羅駅）・あいの風とやま鉄道線（倶利伽羅駅-富山駅-市振駅）・えちごトキめき鉄道日本海ひすいライン（市振駅-糸魚川駅-直江津駅）の3路線いずれも金沢駅および金沢駅寄りが起点なので、3路線（金沢駅-倶利伽羅駅-富山駅-市振駅-糸魚川駅-直江津駅）を合わせ、糸魚川方面＝下り、金沢方面＝上りだが、北陸新幹線は高崎駅が起点となるため（実際の運行上はほとんどが東京駅起点）、糸魚川方面＝上り、金沢方面＝下りとなる。
アーバンネットワークでは、上下の区別は行わず、方面を意識した案内を行っている。
九州旅客鉄道の場合、開業時に最も東京寄りであった門司港駅を始点とした鹿児島本線を基準として「上り」「下り」を決定したため、その概念が狂う場合があることから、自社での案内を「○○駅方面」とする旨を告知している。
また、環状運転や、東京駅方面が中間に位置する場合や、複数の路線を越える運行を行う運転系統では、「上り」「下り」という言い方をしない場合がある。以下に例を挙げる。
- 京浜東北線、湘南新宿ライン、上野東京ラインは「北行（ほっこう・きたゆき）」「南行（なんこう・みなみゆき）」と表現する。
- 中央線・総武線各駅停車は千葉方面行きを「東行（とうこう・ひがしゆき）」もしくは「A線」、三鷹方面行きを「西行（せいこう・にしゆき）」もしくは「B線」という。
- 横須賀線・総武快速線ではそれぞれで「上り」「下り」と呼ぶが（共に東京中心のため）、両線を併せて表現する場合に神奈川県からの千葉方面行きを「A線」、千葉県からの久里浜方面行きを「B線」と呼ぶ。
- 環状運転を行う札幌市電、山手線、大阪環状線では「外回り」「内回り」と表現し、名古屋市営地下鉄名城線では「右回り」（英語では「時計回り-Clockwise」）「左回り」（同「反時計回り-Counterclockwise」）と称する。なお、準環状運転となる伊予鉄道松山市内線はバスと同様に系統番号（方向別に別の番号）で案内している。
- 東京都心部を貫通する路線を多く持つ東京地下鉄（東京メトロ）では起点から終点へ向かう方向を「A線」、その逆方向を「B線」と表現する[注 6]。
- 東京都交通局（都営地下鉄）では、浅草線、三田線では「北行」（ほっこう・きたゆき）「南行」（なんこう・みなみゆき）、新宿線では「東行」（とうこう・ひがしゆき）「西行」（さいこう・にしゆき）と呼ぶ。また6の字運転をしている大江戸線では東京メトロと同様に「A線・B線」または「内回り・外回り」と呼称している。この場合、正式には前者であるが、後者を案内に用いることが多い。

### 列車番号・便名
鉄道の場合、列車を効率よく運行するために必要な管理番号として列車毎に与えられる列車番号がある。これに相当するものは、路線バス（主に高速バス）や、ダイヤグラム自体が存在しない航空機、定期客船などにも存在する。

### 間合い運用
車両運用の効率性もダイヤグラムを作成する際の重要な要素である。列車により使用車両を限定する場合にはその車両の運用を優先する形でダイヤ作成が行われるが、使用車両を限定すれば回送列車や長時間運行されない編成が発生しやすく、これは運用上の無駄となる。そのため、閑散路線や通勤時などは車両の運用効率を高めるために特急形車両や急行形車両など本来用途が限定された車両を異なる種別の営業列車に使用することがある。これを一般に間合い運用と称する。
これには優等列車に使用する車両を普通列車・快速列車に充当するというケースが多いが、広義には、通常とは異なる路線・列車種別で車両を運用することを指す。車両基地への回送線を利用した博多南線や、多くのホームライナーについてもこの間合い運用の1形態であり、一部の特急・急行列車についてもこれに準じた運用がなされることもある。また、回送列車を営業列車とした送り込み輸送と呼ばれるダイヤもこの形態に分類される。

### 補完列車
補完列車とは、補助列車とも言い、運用上の基幹列車の輸送を補助するために運行される列車のことを指す。ただし、このような言い方は必ずしも全ての列車が当てはまるとは限らず、あくまでも「補助・補完の役割を有することがある」という程度の相対的な言い方である。おおよそ以下のものに分類できる。
需要が旺盛と認められる駅や時間帯に、列車が通らない場合。
例：東海道新幹線に対する東海道本線の優等列車や上越新幹線とかつての「新特急」。
基幹列車に乗車できなくなった乗客の救済。一般に季節運転の臨時列車にはこの形態が多い。
ムーンライトながらに対する臨時列車の91号・92号。
※現在はムーンライトながらが臨時列車化（2021年廃止）されたため、このダイヤでの運行は行われていない。
なお、特急の続行運転など同等の列車を始発駅付近で続けて運行する場合、車両・編成内容などが大きく異なる場合がある。こういった場合は単に基幹列車・補完列車というより、性格が異なる別個の列車と見ることができる。

### 定期列車・定期便
一定の区間で定期的に運行されるものを指す。ダイヤグラムを平日・休日などで別個に定めている場合には平日のみ、あるいは休日のみ運行されるものも含まれる。対して、臨時に運行されるものを臨時列車・臨時便と称する。
国際線の航空航路・長距離船舶航路などでは、その所要時間から機材・船舶の運用行程が長く、1行程が1週間、あるいはそれ以上となる場合が多い。便数が「週n便」と告知されるのはそういった事情があるためである。
臨時列車を運転するときは、定期列車を待避や交換等のために発車時刻、発着番線の変更を行うことがある。その場合、定期列車の利用者が通常通りに駅に到着しても乗り遅れてしまう問題が起こらないように、待避駅での早着、もしくは待避駅以降での延発を行い、殆どは早発を行わない。

### 昼行と夜行
一般には、運行する時間帯により昼行列車または昼行便と、夜行列車または夜行便とに分かれる。そのうち、昼行とは、1日のうちに始発駅から終着駅まで運行される列車を指す。
ただし、「1日のうちに」というのは、0時をまたぐかどうかではなく、おおよそ終便と始便の間の深夜帯にまたがるかどうかで判断する。したがって、深夜24時を多少過ぎて終着駅に到着する列車でも昼行とされる。逆に日付上は1日の間で運転されていても、深夜から翌朝に掛けて運転される列車は夜行とされる。例えば九州新幹線開業以前に運行されていた「ドリームつばめ」では、始発駅となる博多駅の出発時刻が0時過ぎのため日付上は1日で運行されているが、終着駅への到着が翌朝になるため夜行列車の扱いであった。
路線バスの場合、通常の終車後に運行される深夜バスも車中泊を要するような所要時間（距離）とはならないため、昼行便の延長であることが多い。

### 列車運行図表の入手性
鉄道事業者が地方運輸局に列車運行計画として届け出た列車運行図表について、総務省の情報公開・個人情報保護審査会により、情報公開の請求に対し不開示との決定が行われている。各鉄道事業者における運行計画作成のノウハウが含まれていることが理由とされている。
しかし、列車運行図表は『鉄道ダイヤ情報』などの鉄道雑誌に掲載されているほか、業務用の実物も各鉄道会社のイベント、鉄道趣味用品店やインターネットオークションなどで多く出回っており、比較的入手は容易である。ただし現行ダイヤの入手は困難であることが多い。
なお、西日本鉄道では現行ダイヤの列車運行図表（天神大牟田線・太宰府線・甘木線）の縮刷版を主要駅窓口で販売している。

## 航空ダイヤ
空港の発着の管理では交差部の安全距離確保やレーダー間隔の確保、その他気象条件などの諸条件を考慮し、ダイヤグラムを作成して処理容量の試算が行われる。